# Tachytrechus melaleucus
Tachytrechus melaleucus är en tvåvingeart som beskrevs av Gerstaecker 1864. Tachytrechus melaleucus ingår i släktet Tachytrechus och familjen styltflugor. Inga underarter finns listade i Catalogue of Life.